# Pelotas
Pelotas är en stad och kommun i södra Brasilien och ligger i delstaten Rio Grande do Sul. Kommunen hade år 2014 cirka 340 000 invånare.

## Administrativ indelning
Kommunen var 2010 indelad i nio distrikt:
- Cascata
- Cerrito Alegre
- Monte Bonito
- Pelotas
- Quilombo
- Rincão da Cruz
- Santa Silvana
- Triunfo
- Z/3